# Hans Cramer
Hans Cramer (Minden, 13 luglio 1896 – Hausberge, 28 ottobre 1968) è stato un generale tedesco della Wehrmacht durante la seconda guerra mondiale. Fu l'ultimo comandante del Deutsches Afrika Korps.

## Biografia
Cramer si arruolò nell'Esercito prussiano il 10 agosto 1914 e servì durante la prima guerra mondiale, e rimase anche nella neonata Reichswehr. Nel settembre 1939 prese parte alla Campagna di Polonia come comandante di distaccamento. Nel marzo del 1941 fu nominato comandante di un reggimento di carri della 15. Panzer-Division, che divenne parte degli Afrika Korps. Nel 1942 Cramer fu nominato capo dello staff dell'ispettore delle forze corazzate, meccanizzate e di cavalleria all'Oberkommando des Heeres e poi allo stesso posto. Durante il tardo 1942 e il gennaio 1943 comandò temporaneamente lo XXXVIII. Armeekorps e lo XI. Armeekorps.
Nel febbraio 1943 tornò in Africa come comandante dell'Afrikakorps. Il 12 maggio 1943, con la capitolazione delle forze tedesche in Nordafrica, fu preso prigioniero dai britannici. Dal 16 maggio fu tenuto prigioniero nella prigione speciale per i generali tedeschi e gli ufficiali dello staff a Trent Park. Fu scambiato con altri prigionieri nel maggio 1944 e tornò in Germania, anche a causa dei suoi problemi con l'asma. Durante il suo procedimento di rimpatrio, gli fu permesso di vedere il 21º corpo d'armata del generale Bernard Law Montgomery che si stava preparando per l'invasione dell'Europa, ma fu detto che in quel periodo si trovava nel Kent, dove il mitico First United States Army Group del generale George Smith Patton si stava preparando per la sua invasione. Questo fatto era parte della campagna di disinformazione alleata, l'Operazione Fortitude, prima dell'aspettato D-Day.
Cramer al suo ritorno fu posto nella 5. Panzerarmee in Francia come sovrannumerario. Come ex prigioniero di guerra iniziarono a circolare sospetti su di lui riguardo all'attentato a Hitler del 20 luglio 1944. Per questo fu messo agli arresti e tenuto sotto sorveglianza dalla Gestapo nella prigione in Prinz-Albrecht-Strasse a Berlino. In seguito fu tenuto prigioniero nel Campo di concentramento di Ravensbrück fino al 5 agosto 1944. Nel settembre 1944 fu rilasciato e congedato dalla Wehrmacht. Cramer mori il 28 ottobre 1968 all'età di 72 anni.